# 釜山大学校

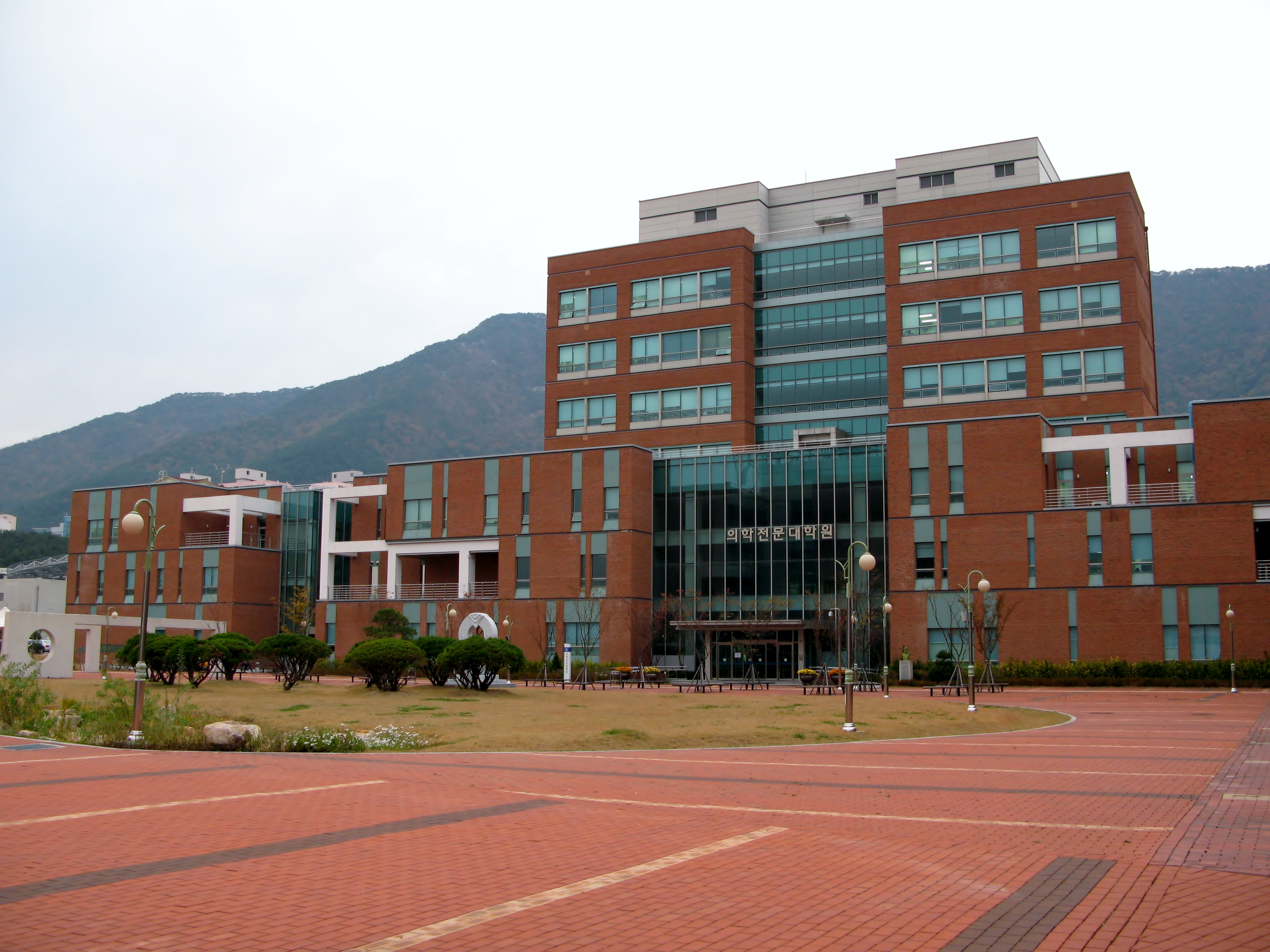
梁山キャンパス医科大学

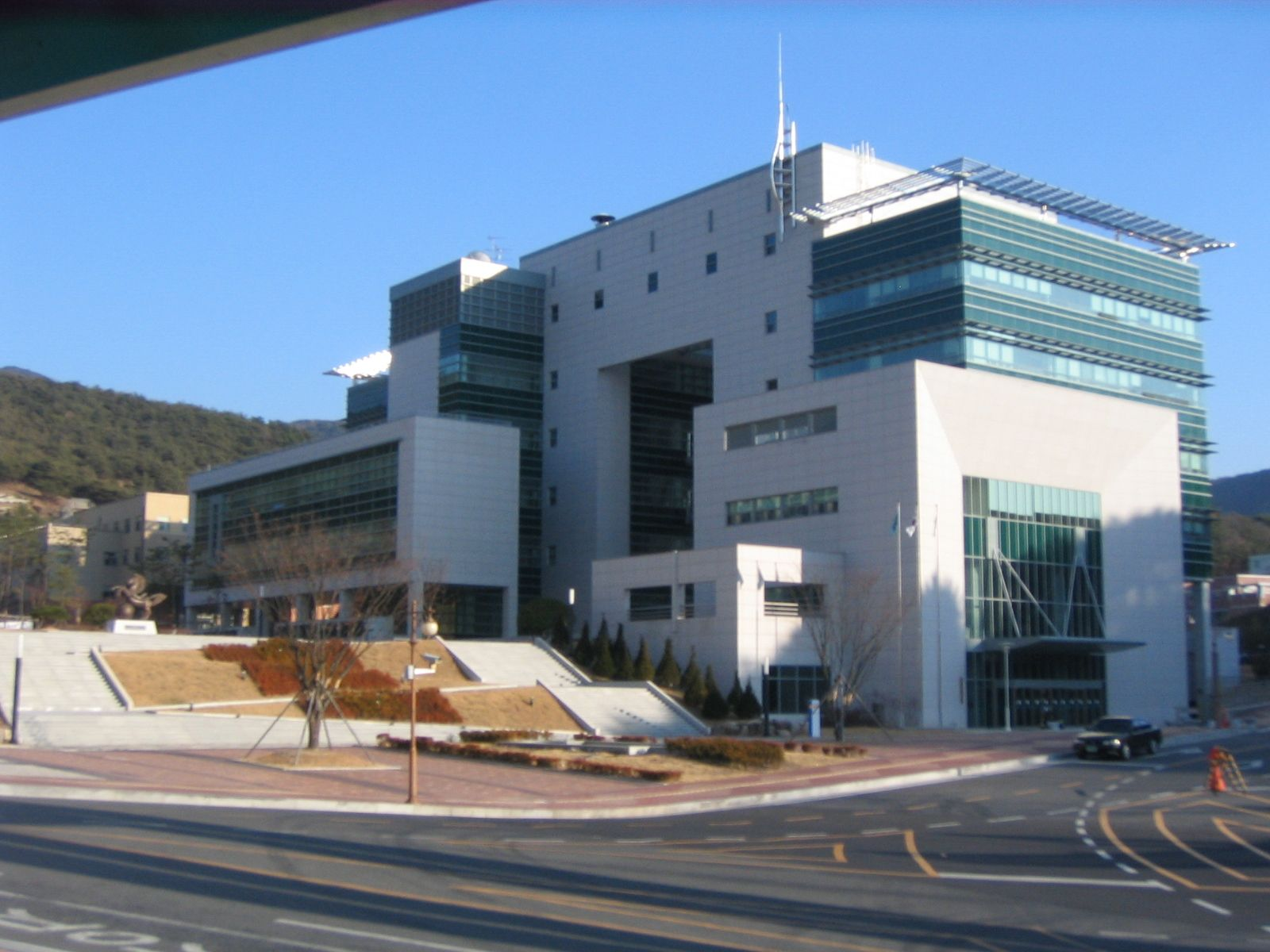
密陽キャンパス行政支援本部棟

釜山大学校（プサンだいがっこう、韓国語: 부산대학교、英語: Pusan National University）は、大韓民国の釜山広域市金井区に本部を置く国立大学。略称は釜大、PNU。

## 特徴
韓国の南東部地方（釜山広域市、蔚山広域市、慶尚南道）を代表する地域拠点国立大学である。慶尚道地方では慶北大学校とともに名門として評価されている。

## 歴史
- 1945年10月 - 釜山大学設立期成会を組織。
- 1946年5月 - 釜山大学として開学。
- 1946年5月 - 釜山水産専門学校を統合、釜山大学校となる。
- 1947年7月 - 水産学部を釜山水産大学（現・釜慶大学校）に分離。
- 1953年9月 - 旧教育法により文理科・法科・商科・工科・医科・薬学で構成された大学と合併する。
- 1966年4月 - 中央図書館完工。
- 1963年3月 - 初等教育科を釜山教育大学校に分離。
- 1979年3月 - 教養学部開設。
- 1977年12月 - 電子計算所（ITC）を開設。
- 1979年10月 - 本校生の反独裁・民主化運動。
- 1986年9月 - 釜山大学附設高等学校を開設。
- 1993年3月 - 環境技術・産業開発研究センター(RRC)に指定。
- 2000年5月 - 日本研究所を開所。
- 2001年9月 - 国際連合の完全寄託図書館で指定。
- 2002年7月 - 先端造船研究センター開設、政府の優秀工学研究センター(ERC)に選定。
- 2002年7月 - 産学協力革新事業（機械、自動車、造船）に選定。
- 2004年9月 - 科学技術部より地方研究中心大学事業団（次世代IT技術事業）に選定。
- 2005年3月 - 密陽大学校を統合。
- 2009年3月 - 法学専門大学院開院。
- 2009年10月 - EU－釜山大学研究所開設。
- 2021年10月 - 環太平洋大学協会の正会員校に加入。

## 学部
- 人文大学
- 社会科学大学
- 自然科学大学
- 工科大学
- 師範大学
- 経済通商大学
- 経営大学
- 薬学大学
- 生活環境大学
- 芸術大学
- ナノ科学技術大学
- 生命資源科学大学
- 看護大学
- 医科大学
- 情報医生命工学大学
- スポーツ科学部

## 大学院
- 一般大学院
- 専門大学院
  - 国際専門大学院
  - 歯医学専門大学院
  - 韓医学専門大学院
  - 法学専門大学院
- 特殊大学院
  - 経営大学院
  - 経済通商大学院
  - 行政大学院
  - 教育大学院
  - 産業大学院
  - 環境大学院
  - 技術創業大学院
  - 金融大学院

## 付属機関・付設学校
- 釜山大学校病院（釜山広域市西区）
- 梁山釜山大学校病院（慶尚南道梁山市）
- 釜山大学校師範大学付設高等学校（釜山広域市金井区）

## 日本の交流協定校
- 北海道教育大学
- 弘前大学
- 東北大学
- 山形大学
- 筑波大学
- 群馬大学
- 法政大学
- 工学院大学
- 早稲田大学
- 東京大学
- 一橋大学
- 日本社会事業大学
- 横浜国立大学
- 金沢大学
- 福井大学
- 静岡大学
- 名古屋大学
- 京都大学
- 京都工芸繊維大学
- 立命館大学
- 大阪公立大学
- 大阪大学
- 神戸大学
- 鳴門教育大学
- 広島大学
- 山口大学
- 九州工業大学
- 九州産業大学
- 九州大学
- 福岡大学
- 佐賀大学
- 大分大学
- 立命館アジア太平洋大学